# Paranthrenopsis taiwanella
Paranthrenopsis taiwanella is een vlinder uit de familie wespvlinders (Sesiidae), onderfamilie Tinthiinae.
Paranthrenopsis taiwanella is voor het eerst wetenschappelijk beschreven door Matsumura in 1931. De soort komt voor in het Oriëntaals gebied.